# Trần Tú Linh
Trần Tú Linh là một vận động viên bóng chuyền Việt Nam. Cô là thành viên của Đội tuyển bóng chuyền nữ quốc gia Việt Nam và Câu lạc bộ bóng chuyền Hóa chất Đức Giang Hà Nội. Cô chơi ở vị trí chủ công và được đánh giá là một trong những chủ công có khả năng bắt bước 1 và phòng thủ chắc chắn hiện nay.

## Câu lạc bộ
- Ngân hàng Công Thương (2018 – 2020)
- Hoá Chất Đức Giang Tia Sáng (2020 - nay)